# Lisencefalia
A Lisencefalia, termo que literalmente significa "cérebro liso", é um transtorno pouco comum da formação do cérebro caracterizado pela microcefalia e uma ausência das circunvoluções normais do cérebro. É causada por uma migração neuronal defeituosa, o processo no qual as células nervosas se deslocam desde o lugar de origem a sua localização permanente. A superfície de um cérebro normal está formada por uma série complexa de pregas e sulcos. As pregas denominam-se giros (gyri) ou circunvoluções e os canais denominam-se sulcos (sulci). As circunvoluções normais estão ausentes ou se formaram somente em parte, fazendo com que a superfície do cérebro seja lisa. Os sintomas do transtorno podem incluir um aspecto facial incomum, dificuldade para engolir, atraso mental e atraso psicomotor severo. Também podem ocorrer anomalias nas mãos, nos dedos das mãos e dos pés, espasmos musculares e convulsões. 

## Diagnóstico
A lisencefalia pode-se diagnosticar durante ou pouco depois do nascimento. O diagnóstico pode-se confirmar por ultrassonografia, por tomografia computadorizada (CT) ou por ressonância magnética. A lisencefalia pode ser causada por infecções virais intrauterinas (no útero) ou infecções virais no feto durante o primeiro trimestre, fornecimento escasso de sangue ao cérebro do bebê nas etapas iniciais da gravidez ou devido a uma doença genética. Existem duas causas genéticas diferentes da lisencefalia: uma associada ao cromossomo X e outra associada ao cromossomo 17. Os conhecimentos sobre a lisencefalia estão agora mais evidentes na medida em que o processamento de imagens neurológicas e a genética vêm proporcionando mais informação sobre transtornos que ocorrem durante a migração celular. Também é provável que se deva a outras causas que ainda não foram identificadas. A lisencefalia pode-se associar a outras doenças, incluindo a seqüência isolada de lisencefalia, a síndrome de Miller-Dieker e a síndrome de Walker-Warburg.

## Tratamento
O tratamento para pacientes que sofrem de lisencefalia é sintomático e depende da gravidade e da localização das malformações do cérebro. Poderia ser necessário um apoio assistencial para proporcionar maior comodidade aos pacientes ou prestar-lhes serviços de enfermaria. As convulsões podem-se controlar com medicamentos e a hidrocefalia pode requerer uma derivação (shunt). Se a alimentação chega a ser difícil, pode considerar-se a colocação de um tubo de gastrostomia (tubo de alimentação). O prognóstico para os meninos com lisencefalia varia dependendo do grau de malformação do cérebro. Muitos pacientes não mostram nenhum desenvolvimento significativo para além da idade de 3 a 5 meses. Outros podem chegar a ter um desenvolvimento e inteligência quase normais. Muitos morrem antes dos 2 anos idade. Os problemas respiratórios são as causas de morte mais comuns.